# Intelligente Energie Europa
Das Programm Intelligente Energie – Europa besteht aus den Programmen SAVE, ALTENER, STEER und COOPENER. Es wurde aufgrund der Entscheidung 1230/2003/EG des Europäischen Parlaments und des Rates als Fortführung der bereits bestehenden, aber auslaufenden EU-Förderprogramme beschlossen.
Das Programm soll:
- die nachhaltige Entwicklung im Energiebereich ermöglichen,
- einen sparsameren Energieverbrauch fördern,
- die Nutzung erneuerbarer Energiequellen verstärken,
- die Verringerung der Kohlendioxid-Emissionen im Verkehrssektor erreichen,
- die Förderung erneuerbarer Energiequellen umfassen und
- die Energieeffizienz in Entwicklungsländern unterstützen.

## Begriff
Der Begriff des Programms „Intelligente Energie – Europa“ bildete ursprünglich den Untertitel der Entscheidung 1230/2003/EG. Der Begriff „Intelligente Energie – Europa“  wird mit IEE abgekürzt.

## Inhalte und Aktionsbereiche
Im Rahmen des Programms „Intelligente Energie – Europa“ wurden in den Jahren 2003–2006 insbesondere zur Förderung erneuerbarer Energien und der Energieeffizienz und -einsparung entsprechende Maßnahmen in den Unionsmitgliedstaaten koordiniert und verstärkt. Dabei waren vor allem vier Bereiche vorgesehen:
- rationelle Energieverwendung und Energieeffizienz (SAVE), Finanzielle Mittel rund 35 % des Gesamtbudgets;
- erneuerbare Energien in der Union (ALTENER), Finanzielle Mittel rund 40 % des Gesamtbudgets;
- Verkehrswesen (STEER), Finanzielle Mittel rund 16 % des Gesamtbudgets;
- Unterstützung von Initiativen außerhalb der Union zur Förderung erneuerbarer Energien und der Energieeffizienz (COOPENER), Finanzielle Mittel rund 9 % des Gesamtbudgets;.

## Ziele
Das IEE-Programm zielte darauf ab, „lokale, regionale und nationale Initiativen im Bereich der erneuerbaren Energiequellen, der Energieeffizienz, der energiespezifischen Aspekte des Verkehrswesens sowie der internationalen Förderung finanziell zu unterstützen“ und dadurch eine maßgebliche Änderung im Umgang mit Energie innerhalb und außerhalb der EU bei Privatpersonen, Unternehmen und Behörden zu erreichen.
Dadurch soll unter anderem in Folge auch ein nachhaltiges Wirtschaftswachstum und die Schaffung von Arbeitsplätzen innerhalb der Europäischen Union verbunden sein.

## Finanzierung
Für dieses Programm wurden für den Zeitraum 2003 bis 2006 rund 200 Millionen Euro bereitgestellt, wobei die Union nicht mehr als 50 % der Gesamtkosten der jeweils geförderten Maßnahme getragen hat.

## Aktueller Stand
Das Programm „Intelligente Energie – Europa“ (IEE) ist seit dem Auslaufen des Programms Ende 2006 ein Unterprogramm des „Rahmenprogramm für Wettbewerbsfähigkeit und Innovation (CIP)“.